# Sandeep Rai
Sandeep Rai (ur. 25 sierpnia 1988) – nepalski piłkarz występujący na pozycji pomocnika. Zawodnik klubu Manang Marsyangdi.

## Kariera klubowa
Rai karierę rozpoczynał w 2004 roku w zespole New Road Team z Martyr's Memorial A Division League. Występował w nim przez rok. W 2005 roku odszedł do ekipy Manang Marsyangdi. W 2006 roku zdobył z nią mistrzostwo Nepalu.

## Kariera reprezentacyjna
W reprezentacji Nepalu Rai zadebiutował w 2008 roku.